# Крыстинов, Димо
Димо Крыстинов (болг. Димо Кръстинов, родился 20 января 1945 года) — болгарский хоккеист, игравший на позиции защитника. Выступал за софийские клубы «Академик» и «Славию». В составе сборной Болгарии — участник Зимних Олимпийских игр 1976 года, провёл 5 игр на Олимпиаде в групповом этапе и один квалификационный матч (все их Болгария проиграла). В матчах против Югославии (5:8) и Румынии (4:9) отметился голевыми передачами на Божидара Минчева и Милчо Ненова соответственно. Также в матчах против Румынии (4:9) и Японии (5:7) заработал по одному двухминутному удалению (4 минуты штрафа). Участник чемпионатов мира в группе B в 1976 году и в группе C в 1972, 1973, 1974 и 1978 годах. 